# Élections fédérales canadiennes de 2019 en Ontario
Les élections fédérales canadiennes de 2019 en Ontario, comme dans le reste du Canada, ont lieu le 21 octobre 2019. La province est représentée par 121 députés à la Chambre des communes, soit le même nombre que lors des élections fédérales canadiennes de 2015 en Ontario.

## Résultats généraux
|                          | Nom                      | Parti politique                   | Voix       | %       | Majorité |
| ------------------------ | ------------------------ | --------------------------------- | ---------- | ------- | -------- |
|                          | .                        | Libéral                           | 2 814 010  | 41,46 % | 561 772  |
|                          | .                        | Conservateur                      | 2 252 238  | 33,18 % |          |
|                          | .                        | NPD                               | 1 138 735  | 16,78 % |          |
|                          | .                        | Vert                              | 420 397    | 6,19 %  |          |
|                          | .                        | Parti populaire                   | 107 673    | 1,59 %  |          |
|                          | .                        | Indépendant                       | 28 425     | 0,42 %  |          |
|                          | .                        | Héritage chrétien                 | 8 621      | 0,13 %  |          |
|                          | .                        | Parti libertarien                 | 4 457      | 0,07 %  |          |
|                          | .                        | Coalition des anciens combattants | 2 625      | 0,04 %  |          |
|                          | .                        | Parti communiste                  | 1 943      | 0,03 %  |          |
|                          | .                        | Protection des animaux            | 1 764      | 0,03 %  |          |
|                          | .                        | Marxiste-léniniste                | 1 694      | 0,02 %  |          |
|                          | .                        | Parti Rhinocéros                  | 1 505      | 0,02 %  |          |
|                          | .                        | National (en)                     | 898        | 0,01 %  |          |
|                          | .                        | Parti uni du Canada               | 612        | 0,01 %  |          |
|                          | .                        | Parti marijuana                   | 424        | 0,01 %  |          |
|                          | .                        | Arrêtons le changement climatique | 296        | 0 %     |          |
|                          | .                        | Parti nationaliste canadien (en)  | 88         | 0 %     |          |
|                          | .                        | National (en)                     | 70         | 0 %     |          |
| Total des votes valides  | Total des votes valides  | Total des votes valides           | 6 787 042  | 100 %   |          |
| Total des votes rejetés  | Total des votes rejetés  | Total des votes rejetés           | 0          | 0 %     |          |
| Total des votes exprimés | Total des votes exprimés | Total des votes exprimés          | 6 787 042  | 65,34 % |          |
| Électeurs inscrits       | Électeurs inscrits       | Électeurs inscrits                | 10 386 700 |         |          |